# Egeralja, Veszprém
Egeralja  este un sat în districtul Devecser, județul Veszprém, Ungaria, având o populație de 235 de locuitori (2011). 

## Demografie
Componența etnică a satului Egeralja
     Maghiari (98,72%)
     Germani (1,28%)
Componența confesională a satului Egeralja
     Reformați (53,62%)
     Romano-catolici (29,79%)
     Luterani (11,06%)
     Fără religie (2,13%)
     Necunoscută (3,4%)
Conform recensământului din 2011, satul Egeralja avea 235 de locuitori. Din punct de vedere etnic, majoritatea locuitorilor (98,72%) erau maghiari, cu o minoritate de germani (1,28%).  Din punct de vedere confesional, majoritatea locuitorilor (53,62%) erau reformați, existând și minorități de romano-catolici (29,79%), luterani (11,06%) și persoane fără religie (2,13%). Pentru 3,4% din locuitori nu este cunoscută apartenența confesională.